# Цветова
Цветова (укр. Цвітова) — село в Трибуховской сельской общине Чортковского района Тернопольской области Украины.
До 2020 года входило в Бучачский район.
Код КОАТУУ — 6121288001. Население по переписи 2001 года составляло 651 человек.
Село Цветова находится на левом берегу реки Ольховец, выше по течению на расстоянии в 0,5 км расположено село Трибуховцы, ниже по течению на расстоянии в 0,5 км расположено село Репинцы.

Церковь Введения во храм Пресвятой Богородицы и Цветовская липа — памятник природы местного значения.

Первое упоминание о селе относится к 1785 году.
В селе есть школа I ст., детский сад, клуб, фельдшерско-акушерский пункт.